# Arakańska Armia Obronna
Arakańska Armia Obronna (ADA) – ochotnicza formacja zbrojna złożona z Arakanów istniejąca podczas okupacji japońskiej Birmy w okresie II wojny światowej

## Historia
Arakanowie, stanowiący jedną z wielu mniejszości etnicznych Birmy, działali podczas okupacji japońskiej zarówno po stronie antyjapońskiego ruchu oporu, jak też kolaborowali z Japończykami. Ci drudzy utworzyli własną formację zbrojną pod nazwą Arakańska Armia Obronna. Współtworzyło ją 2 mnichów buddyjskich, zaangażowanych politycznie przed wojną – U Pinnyathiha i U Seinda, a na jej czele stanęli U Nyo Tun i Bogri Kra Hla Aung. Liczyła ona ok. 400–500 ludzi. Wspomagała Japończyków w zwalczaniu partyzantki w północnej części regionu Arakan. U Pinnyathiha dążył do sformowania odrębnej arakańskiej jednostki w ramach Birmańskiej Armii Narodowej dowodzonej przez gen. mjr. Aung Sana, ale bez skutku. W 1944 U Pinnyathiha i U Seinda weszli w skład Antyfaszystowskiej i Ludowej Ligi Wolności, skierowując Arakańską Armię Obronną przeciwko Japończykom. Zaczęła ona otrzymywać wsparcie w wyposażeniu i uzbrojeniu od Brytyjczyków.